# フランス地質学会
フランス地質学会（フランスちしつがっかい、フランス語: Société géologique de France、略称: SGF）は、フランスの地質学会である。1830年3月17日に創立された。2006年時点の会員数は1,200人である。
設立メンバーは、コンスタン・プレヴォ、アミ・ブーエ、ジェラール・ポール・デエー、ジュール・デノアイエらであった。初代の会長はアミ・ブーエが務めた。1832年4月、7月王政のフランス王ルイ・フィリップの承認を得た。1843年にアルシド・ドルビニが会長になり、ルイ・コルディエ 、アンドレ・ヴィリエ、アレクサンドル・ブロンニャール、アルマン・デュフレノア、ジャン＝バティスト・エリー・ド・ボーモン、アンリ・ブランヴィル らが最初の委員に選ばれた。1850年頃には約38%の会員をチャールズ・ダーウィン、チャールズ・ライエル、ロデリック・マーチソンらの外国人会員が占めるようのなった。
学会の設立以来（誌名の変更はあるが）、Bulletin de la Société géologique de France を発行している。